# Dschabal ad-Duruz
Der Dschabal ad-Duruz oder Dschebel ed-Durus (arabisch جبل الدروز, DMG Ǧabal ad-Durūz ‚Gebirge der Drusen‘, französisch Djebel el-Druze), auch Jebel ed-Druze, bekannt auch als Dschabal al-Arab (arabisch جبل العرب, DMG Ǧabal al-ʿArab ‚Gebirge der Araber‘), ist eine erhöhte vulkanische Region im Südwesten von Syrien, im Gouvernement as-Suwaida.
Im Winter fällt hier Schnee, was für die Region nicht typisch ist. Die meisten der Einwohner sind Drusen, daneben gibt es noch eine kleine christliche Gemeinde. In dieser Gegend wurden zum ersten Mal Inschriften auf Safaitisch gefunden. Der Dschabal ad-Duruz war zur Zeit des französischen Mandates über Syrien als Drusenstaat oder Djébel ed-Druze von 1921 bis 1936 ein autonomer Teilstaat.
Vor Jahrzehnten war der Dschabal ad-Duruz das wohl letzte Rückzugsgebiet des Syrischen Halbesels (Equus hemionus hemippus) vor seiner endgültigen Ausrottung.

## Geologie
Das vulkanische Gebiet des Dschabal ad-Duruz ist das südlichste in Syrien und ist Teil der Hauran-Region bis weit über die nördliche Grenze nach Jordanien reicht. Das alkalische Vulkanfeld besteht aus einer Gruppe von 118 basaltischen Vulkanen, die zu Zeit des Pleistozäns und Holozäns aktiv waren. Die große Plateausenke ist mit basaltischen Lavaströmen in NW-SO Richtung angefüllt. Das Vulkanfeld ist Teil des massiven alkalischen Harrat Ash Shamah-Vulkanfeld, das sich von Südsyrien bis Saudi-Arabien erstreckt.

## Gipfel
- Tell Qeni (1803 m)
- Tell Joualine (1732 m)
- Tell Sleiman (1703 m)
- Tell Qleib (1698 m)
- Tell Abou-Hamra (1482 m)
- Tell El-Ahmar (1452 m)
- Tell Abed-Mar (1436 m)
- Tell Khodr-Imtan (1341 m)
- Tell Azran (1220 m)
- Tell Shihan (1138 m)

Auf Arabisch bedeutet das Wort Tell „Hügel“, doch in diesem Zusammenhang bedeutet es Vulkankegel.